# シンデレラのフェアリーテイル・ホール
- ディズニーパーク > 東京ディズニーリゾート > 東京ディズニーランド

- - ファンタジーランド > シンデレラのフェアリーテイル・ホール

- - 東京ディズニーランドのアトラクションの一覧 > シンデレラのフェアリーテイル・ホール

シンデレラのフェアリーテイル・ホール (Cinderella’s Fairy Tale Hall)とは、東京ディズニーランドのファンタジーランドにあるアトラクションの名称である。

## 概要
| シンデレラのフェアリーテイル・ホール Cinderella's Fairy Tale Hall | シンデレラのフェアリーテイル・ホール Cinderella's Fairy Tale Hall | シンデレラのフェアリーテイル・ホール Cinderella's Fairy Tale Hall | シンデレラのフェアリーテイル・ホール Cinderella's Fairy Tale Hall |
| ----------------------------------------------------------------- | ----------------------------------------------------------------- | ----------------------------------------------------------------- | ----------------------------------------------------------------- |
| オープン日                                                        | オープン日                                                        | 2011年4月15日                                                     | 2011年4月15日                                                     |
| スポンサー                                                        | スポンサー                                                        | なし                                                              | なし                                                              |
| 所要時間                                                          | 所要時間                                                          | フリー                                                            | フリー                                                            |
| 定員                                                              | 定員                                                              | 120名                                                             | 120名                                                             |
| 利用制限                                                          |                                                                   | 7歳未満は、16歳以上の健全な方の同伴が必要。                       | 7歳未満は、16歳以上の健全な方の同伴が必要。                       |
| ファストパス                                                      | ファストパス                                                      |                                                                   | 対象外                                                            |
| シングルライダー                                                  | シングルライダー                                                  |                                                                   | 対象外                                                            |

1950年2月15日にアメリカにて公開されたディズニー映画『シンデレラ』をモチーフにしたウォークスルータイプのアトラクション。建設費用は約20億円。車いすでも利用可能。
アトラクションはシンデレラ城の内部に設置されている。なお、シンデレラ城内部では、1986年7月11日から2006年4月5日まで『シンデレラ城ミステリーツアー』が運営されていた。
このアトラクションは、2階が使用されていないが（欠番）、このフロアはシンデレラ城ミステリーツアーで使用されていたフロアである。
このアトラクションは自らで城内を廻るウォークスルータイプ（徒歩移動型）のアトラクション。城内には、映画の各シーンを題材にした絵画やジオラマ、アート作品が展示されている。アトラクションエントランスでキャストからシンデレラ城の説明を受けた後は、キャストの操作するエレベーターで3階へと移動し、各自でシンデレラ城内を自由に歩き回る事が出来る。大広間付近にあるエピローグのシーンの額縁から、シンデレラの友達であるネズミのジャックとガスが鳩時計の要領で顔を出してくれる。また大広間の玉座でガラスの靴の試し履きができるほか、様々な仕掛けが隠されている。制限時間等は設けられていない。
2014年5月29日から、プロジェクションマッピングを用いたショープログラム「ワンス・アポン・ア・タイム」が開始された事により、運営時間が短縮された。運営時間はショーの初回公演の時間によって変更される。
結婚式や子供向けプリンセスプログラム実施のため終日運営しない日もある。